# Like Ooh-Ahh
"Like Ooh-Ahh" (estilizado como "Like OOH-AHH"; hangul: OOH-AHH하게; rr: Ooh-Ahh Hage) é a canção de estreia do grupo feminino sul-coreano Twice. Foi lançada pela JYP Entertainment em 20 de outubro de 2015, como o single de seu extended play de estreia, The Story Begins. Foi escrita e composta por Black Eyed Pilseung e Sam Lewis.

## Composição
"Like Ooh-Ahh" é descrita como uma faixa de dança "color pop" com elementos de hip hop, rock e R&B. A equipe de composição incluiu Black Eyed Pilseung e o letrista Sam Lewis, conhecido por produzir lançamentos de sucesso como "Only You" de Miss A.

## Videoclipe
Em 20 de outubro de 2015, o videoclipe da música foi lançado nas plataformas digitais. Foi dirigido pela equipe de produção Naive (Kim Young-jo e Yoo Seung-woo).
O vídeo começa com Twice em um hospital decadente cheio de zumbis. No entanto, as integrantes mal os notam e continuam dançando e cantando pelos corredores, pelo teto, e com um ônibus levando todas elas a um espaço eventualmente com os próprios zumbis. Ele termina com um dos zumbis ouvindo seu próprio batimento cardíaco e lentamente se transformando em um humano.
Em 11 de novembro de 2016, o videoclipe alcançou 100 milhões de visualizações no YouTube, fazendo do Twice, o quarto grupo feminino de K-pop a atingir esse marco, bem como o primeiro videoclipe de estreia a fazê-lo. Twice se tornou o primeiro ato feminino de K-pop a ter três videoclipes com 200 milhões de visualizações, já que "Like Ooh-Ahh" alcançou essa contagem de visualizações em novembro do ano seguinte.

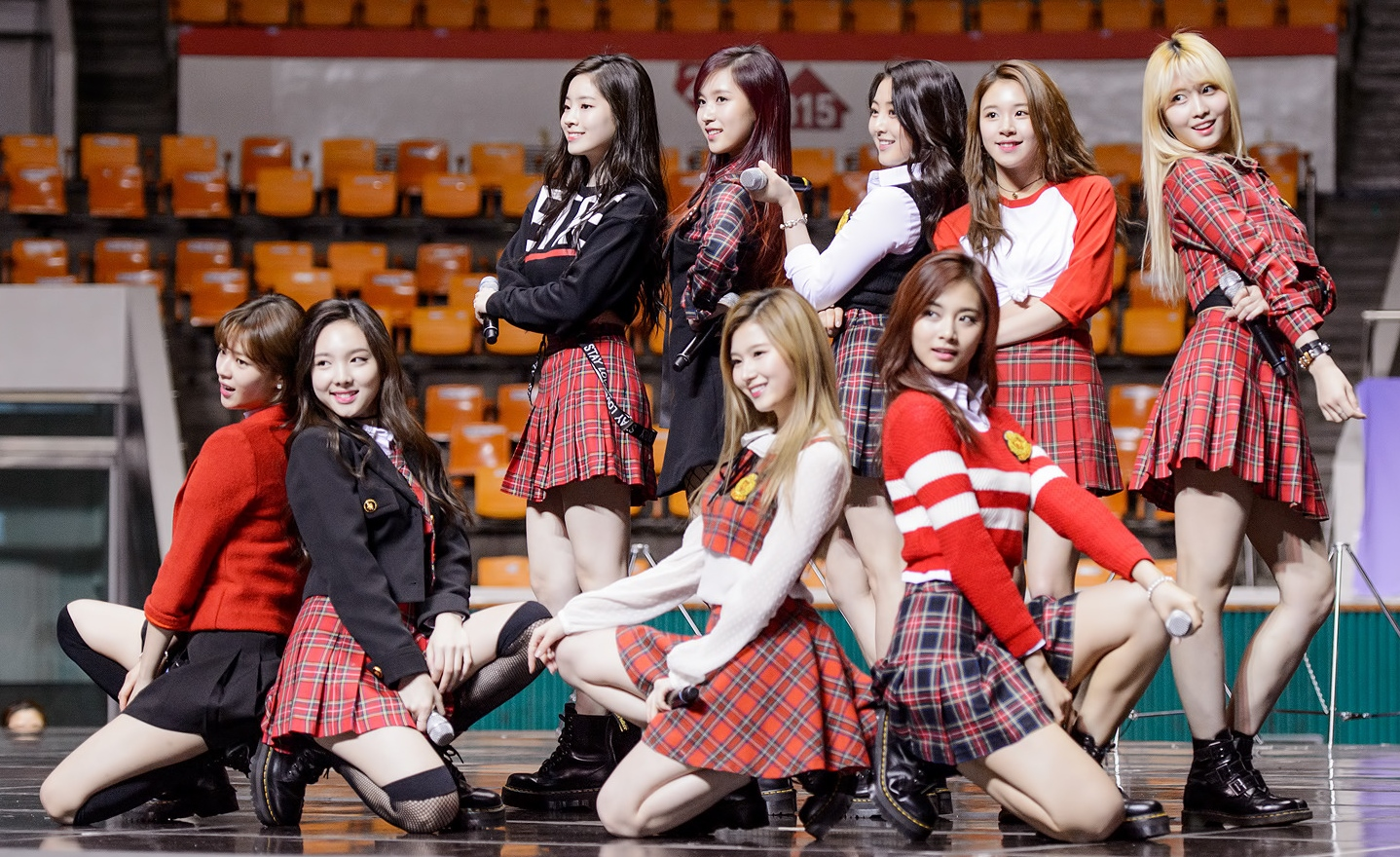
Twice apresentando "Like Ooh-Ahh" em fevereiro de 2016.

## Desempenho comercial
"Like Ooh-Ahh" estreou no número 22 na Digital Chart da Gaon até atingir sua posição de pico número 10, três meses após seu lançamento. Também alcançou o número 6, 27 e 49 nas tabelas da Billboard World Digital Songs, Billboard Japan Hot 100 e na Philippine Hot 100, respectivamente.
"Like Ooh-Ahh" ultrapassou 100 milhões de streams em fevereiro de 2017 e 2.500.000 downloads em julho de 2018 na Gaon Music Chart.

## Versão japonesa
Em 24 de fevereiro de 2017, Twice anunciou oficialmente que sua estreia no Japão estava marcada para 28 de junho. Elas lançaram uma coletânea musical intitulada #Twice, que consiste em dez músicas, incluindo as versões coreana e japonesa de "Like Ooh-Ahh".  As letras em japonês foram escritas por Yhanael.

## Desempenho nas tabelas

### Tabelas semanais
| Tabela musical (2015–17)                       | Melhor posição |
| ---------------------------------------------- | -------------- |
| Coreia do Sul (Gaon)                           | 10             |
| Estados Unidos (Billboard World Digital Songs) | 6              |
| Filipinas (Philippine Hot 100)                 | 49             |
| Filipinas (K-pop Top 5)                        | 4              |
| Japão (Japan Hot 100)                          | 27             |

### Tabelas de fim de ano
| Tabela musical (2016) | Posição |
| --------------------- | ------- |
| Coreia do Sul (Gaon)  | 16      |

| Tabela musical (2017) | Posição |
| --------------------- | ------- |
| Japão (Japan Hot 100) | 56      |